# Schewtschenko (Pokrowsk)
Schewtschenko (ukrainisch und russisch Шевченко) ist eine Siedlung städtischen Typs in der Oblast Donezk im Osten der Ukraine mit etwa 1400 Einwohnern.

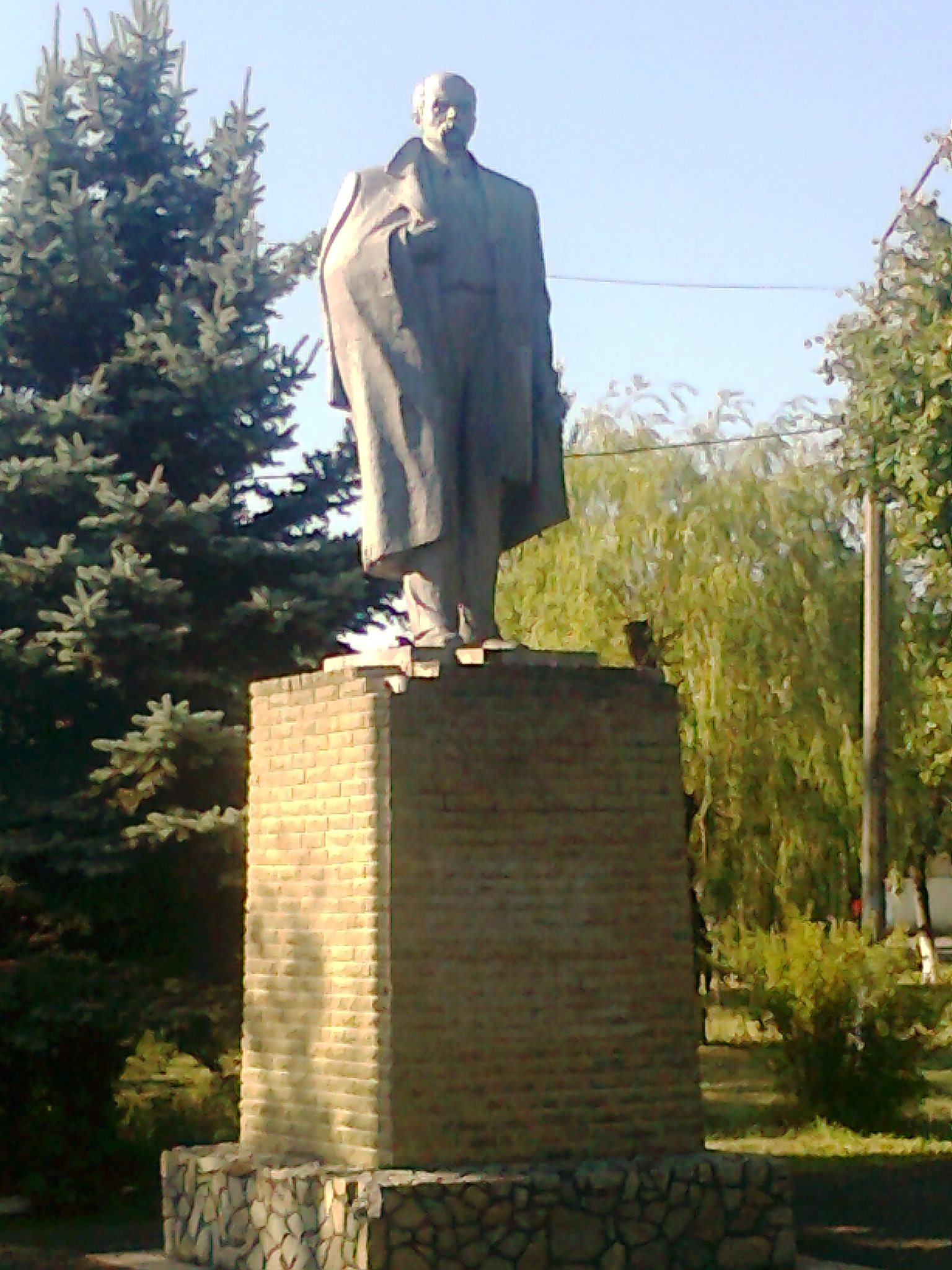
Denkmal im Ort

Um den Ort herum erstrecken sich große Kohlegruben.
Der Ort ist seit Dezember 2024 Frontgebiet im Russisch-Ukrainischen Krieg und Schauplatz von heftigen Kämpfen sowie Gegenstößen der ukrainischen Armee.
Er liegt im westlichen Donezbecken etwa 9 Kilometer südlich des Stadtzentrums von Pokrowsk und 59 Kilometer nördlich vom Oblastzentrum Donezk entfernt.
Der Ort entstand als Kohlengrube im Jahre 1901 und erhielt 1938 den Status einer Siedlung städtischen Typs.
Am 12. Juni 2020 wurde die Siedlung ein Teil der neugegründeten Stadtgemeinde Pokrowsk, bis dahin gehörte sie zur Stadtratsgemeinde Pokrowsk, welche direkt der Oblastverwaltung unterstand und im Zentrum des ihn umschließenden Rajons Pokrowsk lag.
Seit dem 17. Juli 2020 ist sie ein Teil des Rajons Pokrowsk.
Der Ort ist seit Dezember 2024 Frontgebiet im Russisch-Ukrainischen Krieg und Schauplatz von heftigen Kämpfen sowie Gegenstößen der ukrainischen Armee. Nach Angaben des britischen Verteidigungsministeriums befindet sich das Dorf unter russischer Kontrolle.